# Saint-Eustache (Québec)
Saint-Eustache è un comune del Canada, situato nella provincia del Québec, nella regione di Laurentides.